# 붉은머리타마린
붉은머리타마린(Saguinus pileatus)은 신세계원숭이에 속하는 타마린의 일종이다. 브라질 테페 호수 동쪽 가장자리에서 발견된다. 키는 56cm까지 성장한다.